# پادشاه جواجی
جواجی گئومگوان گایا (درگذشته ۴۲۱) ششمین پادشاه گئومگوان گایا، یکی از ایالات کنفدراسیون گایا در کره بود. او پسر پادشاه ایسیپوم (پنجمین پادشاه گئومگوان گایا) و همسرش ملکه جئونگسین بود. او با ملکه بوکسو، که دختر یکی از عالی‌مقامان دربار گایا (دائئاگان) بنام دونگیئونگ بود. پادشاه جواجی و همسرش ملکه بوکسو صاحب پسری بنام چویهوی شدند که هفتمین پادشاه گئومگوان گایا پس از پدرش شد.
سامگوک یوسا خبر از این می‌دهد که پادشاه جواجی بستگان هم‌بالین محبوبش را به مقام‌های عالی منصوب می‌نمود، و این کار به مشکلات سیاسی منجر شد. علاوه‌براین، کشور شیلا از این مشکلات سیاسی و آسیب‌پذیری‌های دربار گایا استفاده‌کرد و به کنفدراسیون گایا حمله نمود.